# Campionato europeo femminile di calcio 1991
Il Campionato europeo femminile di calcio 1991 è stata la 4ª edizione del campionato europeo femminile di calcio per nazionali, la 1ª edizione con la nuova denominazione UEFA Women's Championship. Nelle precedenti tre edizioni disputate, il torneo si chiamava European Competition for Women's Football e non aveva un carattere prettamente ufficiale; tuttavia i titoli assegnati con quel formato sono regolarmente riconosciuti. Da questa edizione il torneo è organizzato direttamente dall'UEFA.
Si è svolto nell'estate del 1991 in Danimarca, e vi hanno preso parte quattro squadre. La vittoria è andata alla Germania che ha battuto la Norvegia in finale ai supplementari per 3 a 1 dopo che il risultato si era attestato sull'1 a 1 nei tempi regolamentari.
Il torneo è stato utilizzato anche come metodo di qualificazione ai mondiali dello stesso anno.

## Formato
L'accesso al torneo era determinato da una fase di qualificazione disputata nell'anno precedente, cui vi hanno preso parte 18 squadre. Queste erano divise in 5 gironi all'italiana di cui due da 3 squadre (dai quali passava il turno la prima) e tre da 4 squadre (dai quali passavano il turno le prime due). Le 8 squadre che passavano il turno ne affrontavano uno successivo ad eliminazione diretta con gare di andata e ritorno per determinare le 4 partecipanti alla fase finale. La fase finale era composta da incontri ad eliminazione diretta di semifinali e finali, tutti in gara singola.

## Squadre qualificate
- Norvegia
- Germania
- Italia
- Danimarca

## Tabellone
|  | Semifinali     | Semifinali     | Semifinali |          |          | Finale          | Finale          | Finale          |  |
|  |                |                |            |          |          |                 |                 |                 |  |
|  | Germania       | Germania       | 3          |          |          |                 |                 |                 |  |
|  | Germania       | Germania       | 3          |          |          |                 |                 |                 |  |
|  | Italia         | Italia         | 0          |          |          |                 |                 |                 |  |
|  | Italia         | Italia         | 0          |          | Germania | Germania        | 3               |                 |  |
|  |                |                |            |          | Germania | Germania        | 3               |                 |  |
|  |                |                | Norvegia   | Norvegia | 1        |                 |                 |                 |  |
|  | Norvegia (dtr) | Norvegia (dtr) | Norvegia   | Norvegia | 1        | 0 (8)           |                 |                 |  |
|  | Norvegia (dtr) | Norvegia (dtr) |            |          |          | 0 (8)           |                 |                 |  |
|  | Svezia         | Svezia         | 0 (7)      |          |          | Finale 3º posto | Finale 3º posto | Finale 3º posto |  |
|  | Svezia         | Svezia         | 0 (7)      |          |          |                 |                 |                 |  |
|  |                |                |            |          |          |                 |                 |                 |  |
|  |                |                |            |          |          | Danimarca       | Danimarca       | 2               |  |
|  |                |                |            |          |          | Danimarca       | Danimarca       | 2               |  |
|  |                |                |            |          |          | Italia          | Italia          | 1               |  |

## Risultati

### Semifinali
| Arbitro: | Lube Spassov |

|                                                                           |                      |                                                                                      |
| Svensson Aarønes Carlsen Zaborowski Riise Medalen Hegstad Nyborg Espeseth | Tiri di rigore 8 – 7 | Kolding Thychosen Sefron Jacobsen Bagge Gam-Pedersen Christensen J. Hansen M. Jensen |

| Arbitro: | Roger Philippi |

|                         |           |  |
| Mohr 30’, 57’ Raith 59’ | Marcatori |  |

### Finale terzo posto
| Arbitro: | Raul Garcia de Loza |

|                                   |           |             |
| H. Jensen 22’ Furlotti 84’ (aut.) | Marcatori | 69’ Fiorini |

### Finale
| Arbitro: | James McCluskey |

|                        |           |             |
| Mohr 63’, 83’ Neid 85’ | Marcatori | 54’ Hegstad |

| Germania | Norvegia |

### Formazioni
| Germania (5-3-2) |    |                    |  |     |
|                  |    |                    |  |     |
| P                | 1  | Marion Isbert      |  | 91’ |
| D                | 2  | Britta Unsleber    |  | 52’ |
| D                | 3  | Sissy Raith        |  |     |
| D                | 4  | Jutta Nardenbach   |  |     |
| D                | 5  | Doris Fitschen     |  |     |
| D                | 6  | Frauke Kuhlmann    |  |     |
| C                | 7  | Martina Voss       |  |     |
| C                | 8  | Bettina Wiegmann   |  |     |
| C                | 14 | Petra Damm         |  |     |
| A                | 9  | Heidi Mohr         |  |     |
| A                | 10 | Silvia Neid        |  |     |
| Sostituzioni:    |    |                    |  |     |
| A                | 16 | Gudrun Gottschlich |  | 52’ |
| C                | 15 | Katja Bornschein   |  | 91’ |
| Selezionatore:   |    |                    |  |     |
| Gero Bisanz      |    |                    |  |     |

| Norvegia (3-5-2) |    |                     |  |     |
|                  |    |                     |  |     |
| P                | 1  | Reidun Seth         |  |     |
| D                | 2  | Liv Strædet         |  | 70’ |
| D                | 13 | Tina Svensson       |  |     |
| D                | 5  | Gunn Nyborg         |  |     |
| C                | 6  | Agnete Carlsen      |  |     |
| C                | 7  | Gro Espeseth        |  |     |
| C                | 8  | Heidi Støre         |  | 84’ |
| C                | 9  | Hege Riise          |  |     |
| C                | 14 | Cathrine Zaborowski |  |     |
| A                | 4  | Linda Medalen       |  |     |
| A                | 11 | Birthe Hegstad      |  |     |
| Sostituzioni:    |    |                     |  |     |
| A                | 16 | Ann Kristin Aarønes |  | 70’ |
| C                | 15 | Margunn Humlestøl   |  | 84’ |
| Selezionatore:   |    |                     |  |     |
| Even Pellerud    |    |                     |  |     |

|  | Regole incontro: - 80 minuti. - 20 minuti di tempi supplementari se necessario. - Tiri di rigore se l'incontro finisce in parità. - Dodici atlete a disposizione come sostituti. - Due sostituzioni massime durante l'incontro. |

## Classifica marcatrici
4 reti
- Heidi Mohr

1 rete
- Helle Jensen
- Sissy Raith
- Silvia Neid
- Silvia Fiorini
- Birthe Hegstad